# Mokerská vrchovina
Mokerská vrchovina je geomorfologický okrsek na jižní Moravě, severovýchodně od Brna. Jsou součástí podcelku Konické vrchoviny, která je částí Drahanské vrchoviny.
Jedná se o vrchovinu, která je nejjižnější částí Drahanské vrchoviny. Je tvořena převážně spodnokarbonskými slepenci, drobami a břidlicemi. Nejvýznamnějším vodním tokem je Říčka, která zde vytváří hluboké údolí. Nejvyšším vrcholem je Proklest (574 m n. m.).
Většina území Mokerské vrchoviny je zalesněna a tvoří příměstskou rekreační oblast Brna – byl zde zřízen přírodní park Říčky.